# Đỗ Quý Doãn
Đỗ Quý Doãn (sinh ngày 26 tháng 9 năm 1953) là một chính trị gia người Việt Nam. Ông từng là Thứ trưởng Bộ Thông tin và Truyền thông Việt Nam (2003-2013).. Ông là tác giả bài thơ “Giữa Mạc Tư Khoa nghe câu hò ví dặm” được nhạc sĩ Trần Hoàn phổ nhạc thành bài hát cùng tên năm 1981 .

## Xuất thân
Ông sinh ngày 26 tháng 9 năm 1953, quê quán ở thị trấn Kiến Giang, huyện Lệ Thủy, tỉnh Quảng Bình.

## Giáo dục
Ông tốt nghiệp Đại học Tổng hợp Quốc gia Moskva mang tên M.V. Lomonosov, Liên bang Nga (1980-1986).

## Sự nghiệp
Ông từng làm Tổng biên tập báo Bình Trị Thiên và Trưởng Ban Tuyên giáo ở địa phương.
Tháng 7 năm 1989, ông là Tổng Biên tập báo Quảng Bình.
Năm 1996, ông Đỗ Quý Doãn được điều động về Bộ Văn hóa - Thông tin làm Vụ trưởng, Cục trưởng Cục Báo chí.
Đến năm 2003, ông được bổ nhiệm làm Thứ trưởng Bộ Văn hóa - Thông tin.
Từ năm 2007 đến ngày 1 tháng 10 năm 2013, ông đảm nhiệm chức vụ thứ trưởng Bộ Thông tin và Truyền thông. Ông là người phụ trách lĩnh vực báo chí, xuất bản của Bộ Thông tin và Truyền thông.
Ngoài ra, ông còn đảm trách một số cương vị khác như Trưởng Ban Chỉ đạo các vấn đề xã hội và phòng, chống AIDS, phòng, chống tệ nạn ma túy, mại dâm.
Từ ngày 1 tháng 10 năm 2013, ông nghỉ hưu theo chế độ theo Quyết định 1206/QĐ-TTg.
Từ năm 2011 đến năm 2017, ông là Chủ tịch Hội Xuất bản Việt Nam khóa 3.
Trong Đảng Cộng sản Việt Nam, ông là Ủy viên Ban cán sự Đảng Bộ Thông tin và Truyền thông.

## Khen thưởng
- Huân chương Độc lập hạng ba (năm 2013)[11]